# Mazda Millenia
O  Millenia  é um sedan de porte grande da Mazda.